# Nimshuscheid

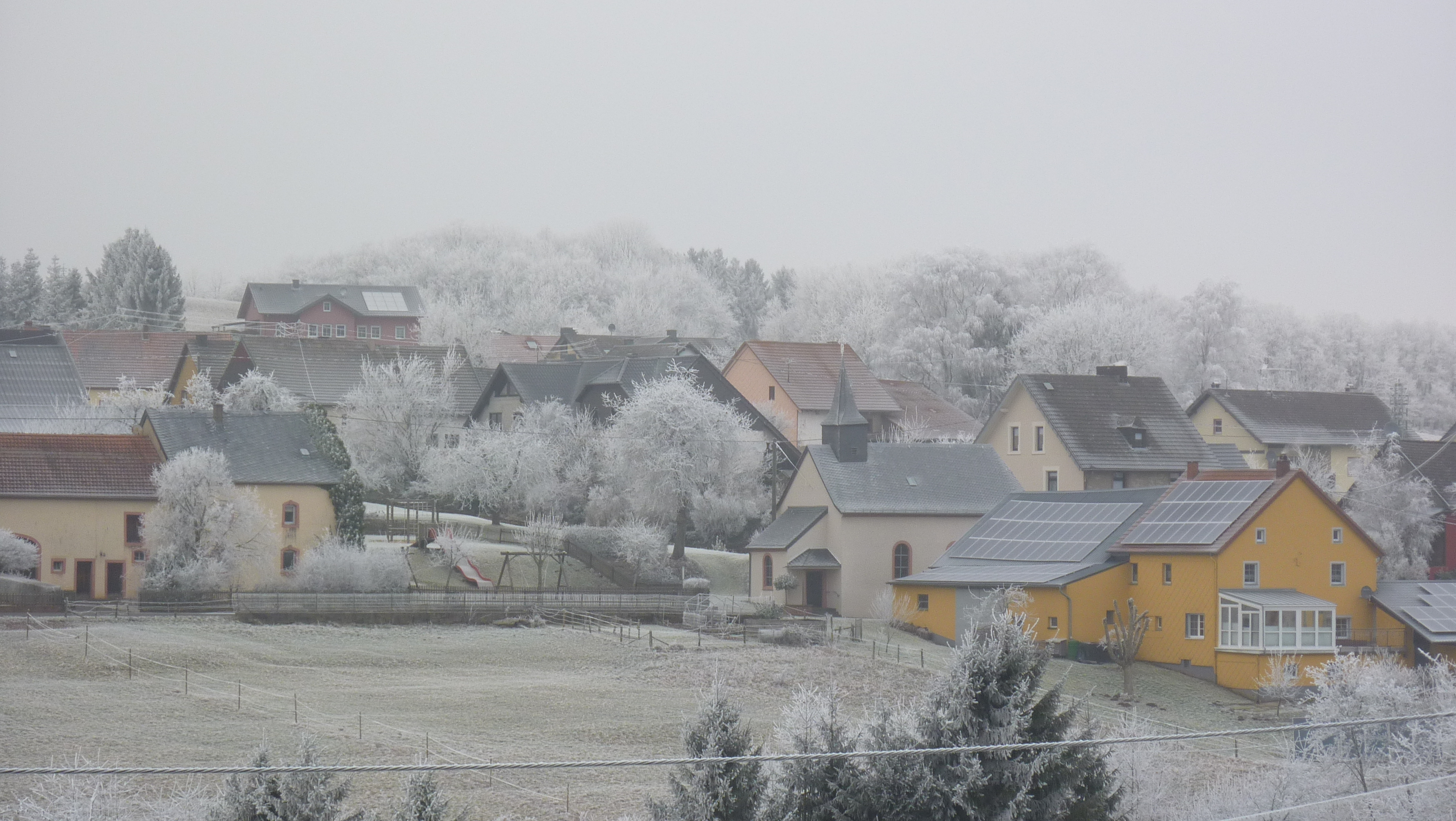
Nimshuscheid im Winter 2016

Nimshuscheid ist eine Ortsgemeinde im Eifelkreis Bitburg-Prüm in Rheinland-Pfalz. Sie gehört der Verbandsgemeinde Prüm an.

## Geographie
Der Ort liegt in der Westeifel. Zu Nimshuscheid gehören auch der Weiler Nimshuscheider Mühle sowie die Wohnplätze Tannenhof und Thelenmühle.
Nachbarorte sind die Ortsgemeinden Wawern im Norden, Burbach im Nordosten, Seffern und Schleid im Süden, Heilenbach im Südwesten, Feuerscheid im Westen, sowie Lasel im Nordwesten.

## Geschichte
Funde aus der Jungsteinzeit wurden auf dem Viehberg bei Nimshuscheid gemacht. Im Prümer Urbar wird der Ort als honesceden im Jahre 893 erstmals urkundlich erwähnt. Vor 1370 haben die Herren von Schönecken Rechte in Nimshuscheid. Im 18. Jahrhundert gehörte der Ort zu Kurtrier und war der Schultheißerei Seffern des Amtes Prüm zugeordnet.
Die Inbesitznahme des Linken Rheinufers durch französische Revolutionstruppen beendete die alte Ordnung. Der Ort wurde von 1798 bis 1814 Teil der Französischen Republik (bis 1804) und anschließend des Französischen Kaiserreichs. Unter französischer Verwaltung gehörte der Ort zur Mairie Burbach im Kanton Kyllburg des Arrondissements Prüm im Saardépartement. Nach der Niederlage Napoleons kam Nimshuscheid aufgrund der 1815 auf dem Wiener Kongress getroffenen Vereinbarungen zum Königreich Preußen und gehörte nun zum Kreis Prüm des Regierungsbezirks Trier, der 1822 Teil der neu gebildeten preußischen Rheinprovinz wurde. Aus der Mairie wurde die Bürgermeisterei Burbach, die ab 1823 wieder von Schönecken aus verwaltet, 1927 in Amt umbenannt und 1936 – zusammen mit anderen Ämtern – vollständig im vergrößerten Amt Schönecken aufging.
Als Folge des Ersten Weltkriegs war die gesamte Region dem französischen Abschnitt der Alliierten Rheinlandbesetzung zugeordnet. Nach dem Zweiten Weltkrieg wurde Nimshuscheid innerhalb der französischen Besatzungszone Teil des damals neu gebildeten Landes Rheinland-Pfalz.
Statistik zur Einwohnerentwicklung
Die Entwicklung der Einwohnerzahl von Nimshuscheid, die Werte von 1871 bis 1987 beruhen auf Volkszählungen:
| Jahr | Einwohner |
| ---- | --------- |
| 1815 | 120       |
| 1835 | 182       |
| 1871 | 249       |
| 1905 | 229       |
| 1939 | 247       |
| 1950 | 267       |
| 1961 | 240       |

| Jahr | Einwohner |
| ---- | --------- |
| 1970 | 280       |
| 1987 | 312       |
| 1997 | 289       |
| 2005 | 282       |
| 2011 | 294       |
| 2017 | 300       |
| 2024 | 259       |

## Politik

### Bürgermeister
Herbert Thiel  wurde am 9. Juni 2024 zum Ortsbürgermeister von Nimshuscheid gewählt.
Thiels Vorgänger Harald Trappen hatte das Amt von 2014 bis 2024 ausgeübt.
Harald Trappens Vorgängerin Marlies Trappen hatte das Amt seit 1999 ausgeübt.

### Wappen
| Wappen von Nimshuscheid | Blasonierung: „In Rot ein silberner, schräglinker Wellenbalken, oben eine silberne Kapelle, Dach und Fenster schwarz, unten ein schwarzer Mühlstein mit silbernen Mahlrillen.“ |
| Wappen von Nimshuscheid | Wappenbegründung: Bis zur Gründung der Landkreise gehörte Huscheid zu Prüm. Es wurde später in „Nimshuscheid“ umbenannt, zur besseren Unterscheidung zu den übrigen „Huscheid“-Orten des Kreises. Der Wellenbalken steht für die Nims als Namensgeber. Sie fließt südwestlich des Ortes durch den Ortsteil Nimshuscheidermühle. Dieser alte Mühlenstandort an der Nims wird symbolisch durch den Mahlstein dargestellt. Bei der Kapelle handelt es sich um die örtliche St. Brigitta Kapelle. |

## Sehenswürdigkeiten
In der Denkmalliste des Landes Rheinland-Pfalz (Stand: 2021) werden als Kulturdenkmäler ausgewiesen:
- Römisch-katholische Filialkirche St. Brigitta, Saalbau mit Spitzhelmdachreiter in der Hauptstraße
- Fünf Wegekreuze aus dem 17. bis 19. Jahrhundert im Ort und der Gemarkung

St. Brigitta-Kapelle
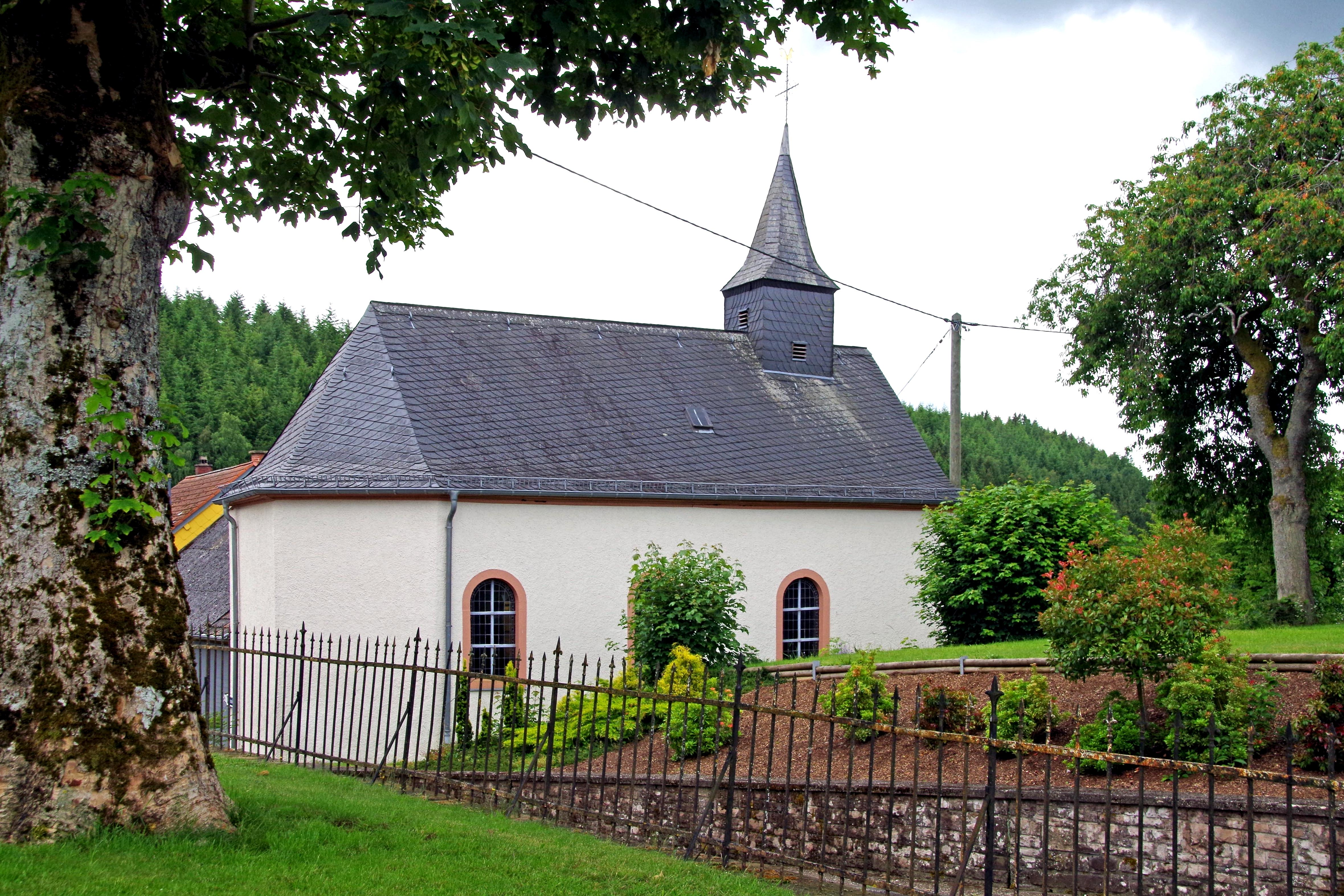
Außenansicht
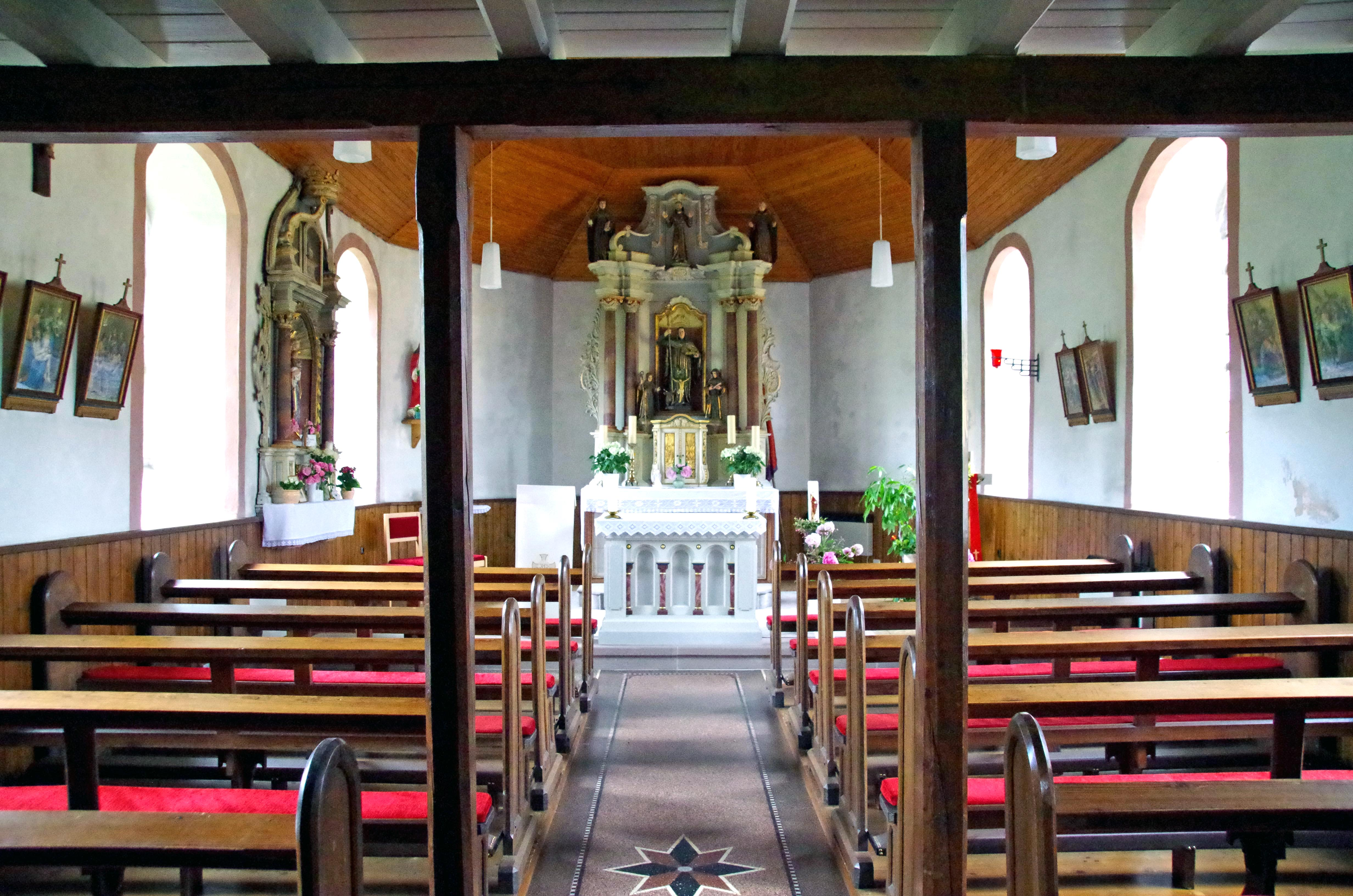
Innenraum
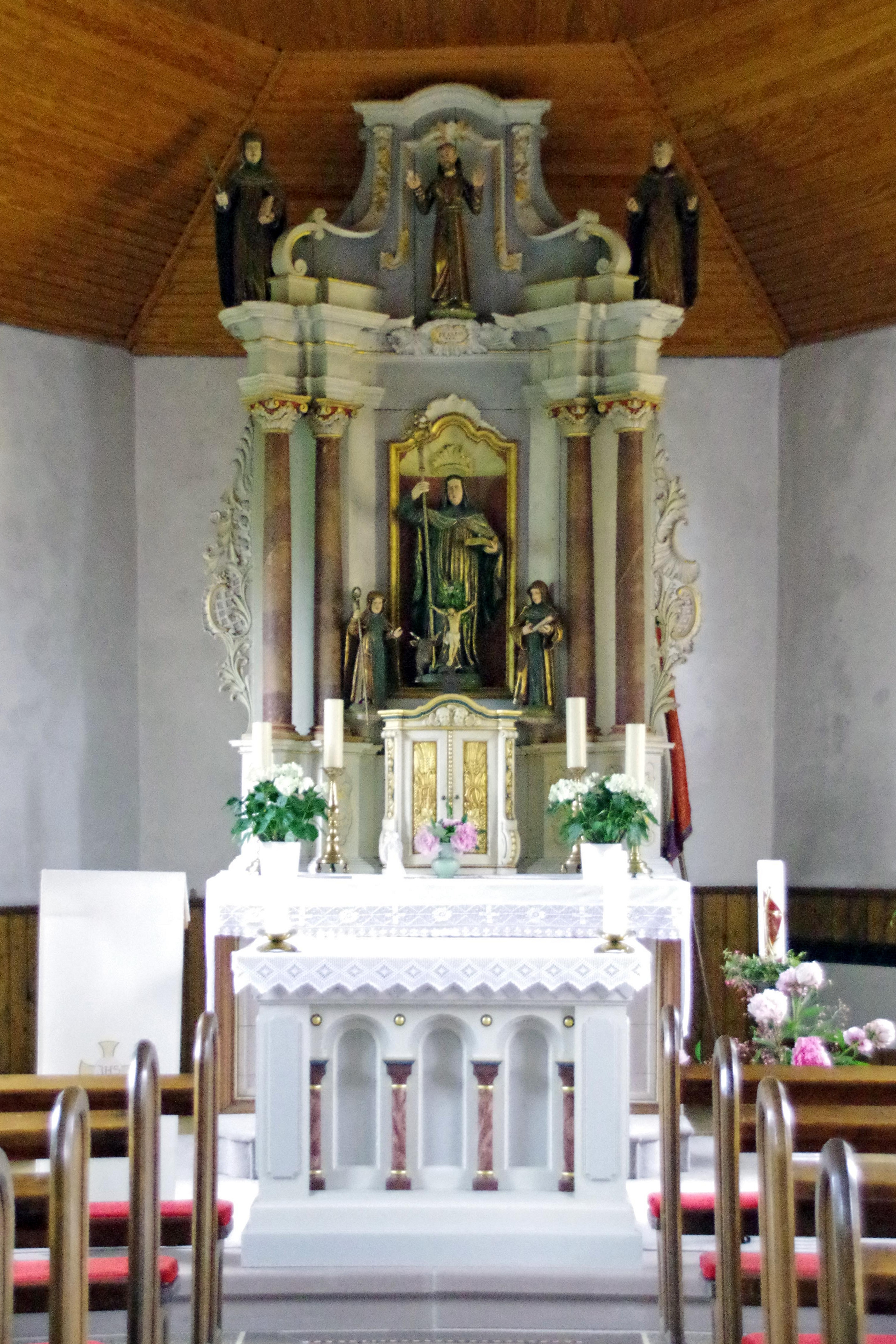
Hochaltar
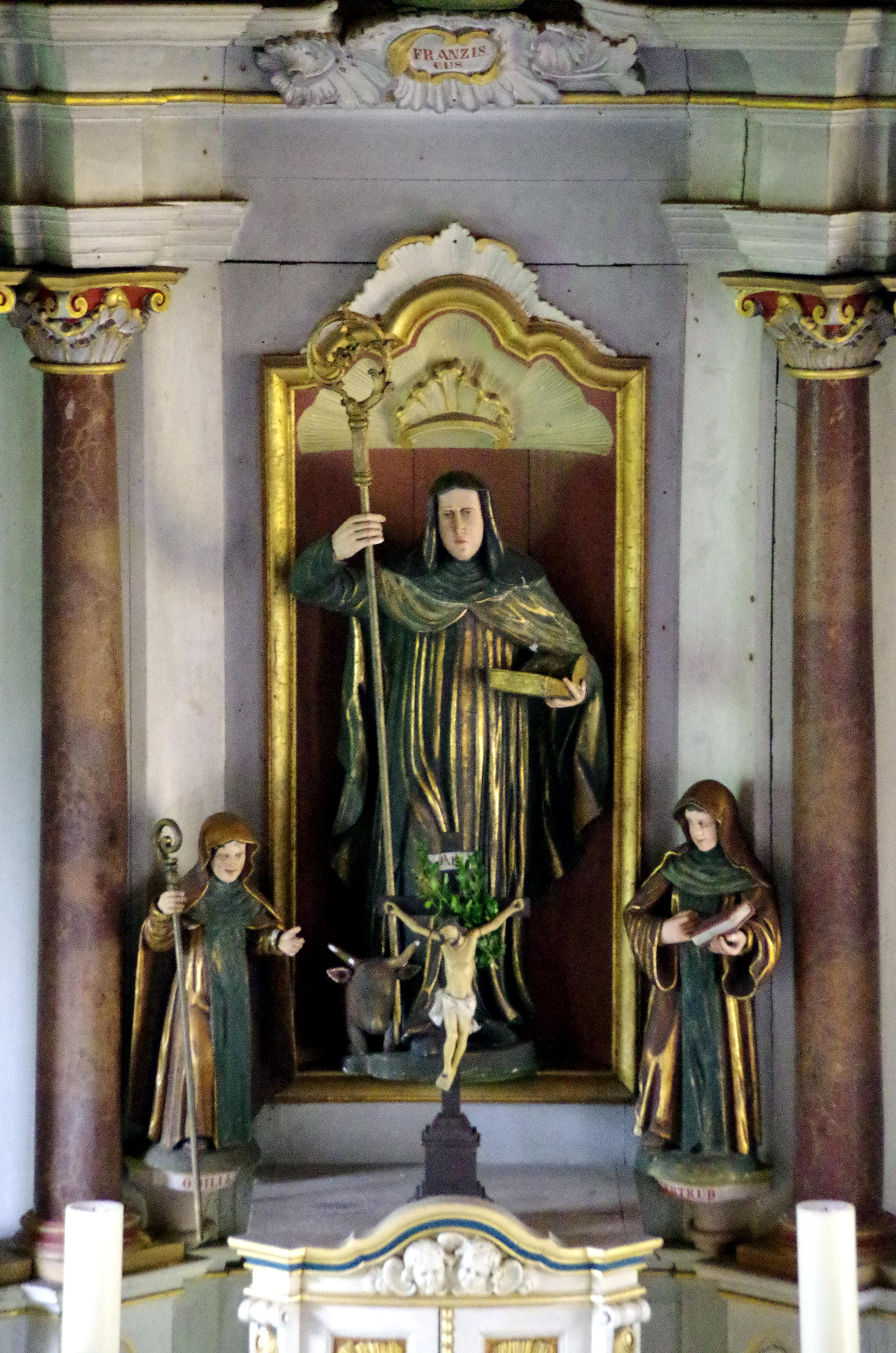
Barocker Säulenaltar
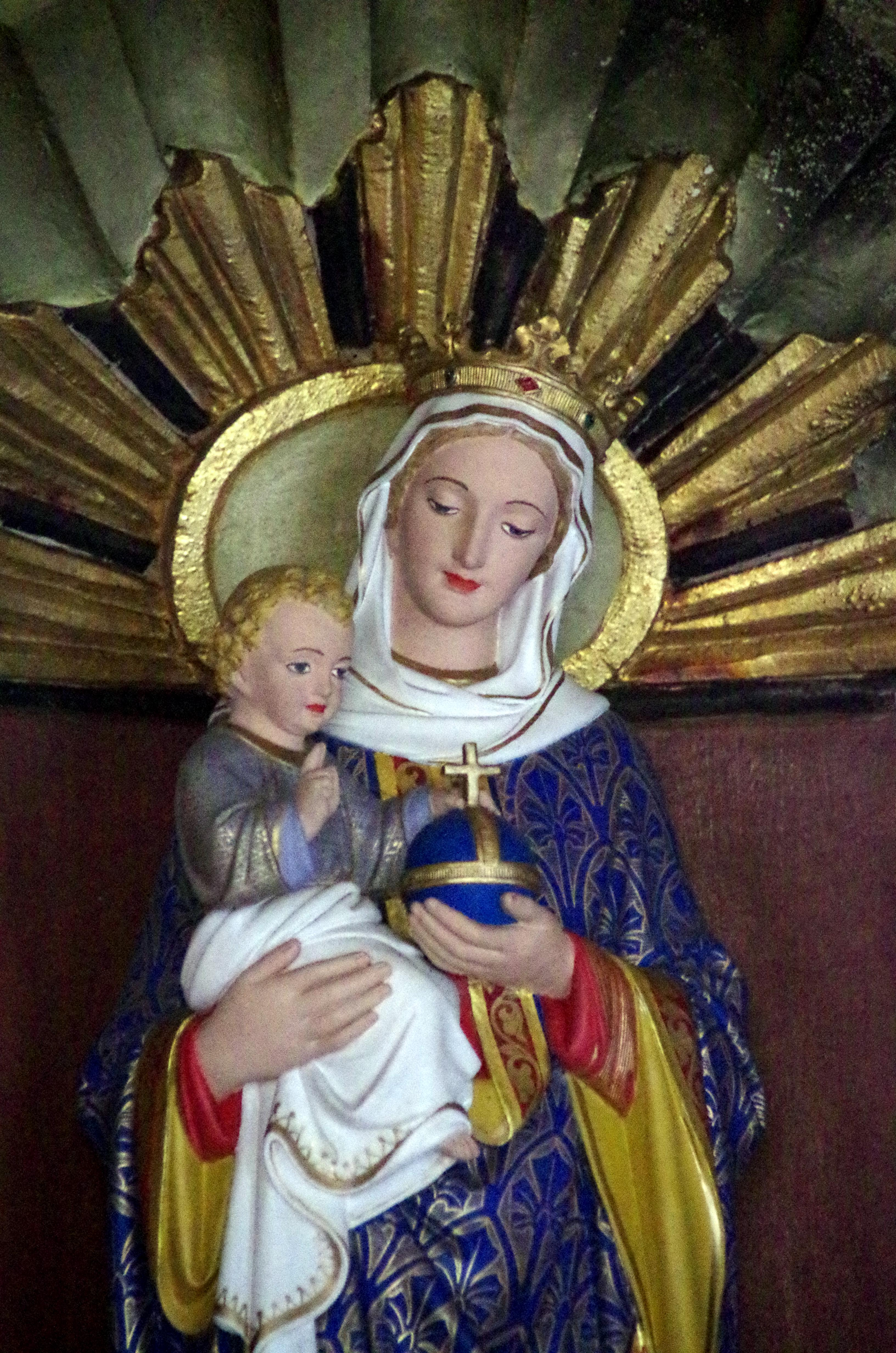
Marienstatue

## Verkehr
Nimshuscheid liegt an der Landesstraße 33.